# باتريك فينجلاس
باتريك فينجلاس (توفي 1537) كان قاضيًا أيرلنديًا ورجل دولة رائدًا في القرن السادس عشر، والذي كان يُعتبر الدعامة الأساسية للتاج الإنجليزي في أيرلندا.
و كان مؤلفًا لـ مخطوطة «بريفيات» المؤثرة، أو المسماة بعنوان «الحصول على أيرلندا»، التي تتحدث عن انخفاض القوة الإنجليزية في أيرلندا.
لا يُعرف الكثير عن أصله، لكن فرانسيس إلينجتون بول يذكر أنه جاء من عائلة راسخة عاشت وأخذت لقبها من فينغالس، مقاطعة دبلن.
سيطر في وقت لاحق على عقارات في بيرسي تاون، بالقرب من دونبوين، وفي وستفاليس تاون في مقاطعة دبلن.
كان يعتبر من أكثر المحامين براعة في عصره، وكذلك كاتب موهوب.

## المسيرة المهنية
تم تعيين فينغالس رئيس البارون في وزارة الخزانة الأيرلندية من قبل هنري الثامن في 1520، وبعد ذلك، من خلال براءة اختراع مؤرخة في وستمنستر 8 مايو 1534
تم تعيينه رئيسًا لقادة غرفة الملك لأيرلندا بدلا من السير بارثولوميو ديلون، الذي توفى. استقال من منصبه الأخير عام 1535، ثم قضى فترة ثانية كرئيس بارون حتى وفاته عام 1537 . وكان عضوا في مجلس أيرلندا الخاص.

## البريفيات
البريفيات هي مخطوطة منشورة في مكتب السجلات العامة وهي موصوفة في التقويم على أنها «أطروحة تاريخية عن غزو أيرلندا، وانحطاط تلك الأرض، والتدابير المقترحة لمعالجة المظالم الناتجة عن الاضطهاد. بتوقيع النبلاء الايرلنديين».
شملت التدابير المقترحة تسوية مقاطعة لينستر من قبل «اللوردات والسادة الإنجليز»، وتأمين القلاع والمعاقل الأخرى، والأكثر إثارة للجدل، قمع جميع الأديرة، التي اعتبرها مراكز تمرد محتملة.
لم يحث على طرد الشعب الأيرلندي الأصلي، بحجة أنه سيكون عنصرًا مفيدًا في المجتمع إذا حكم بشكل صحيح.
ربما كتبت «بريفيات» بناء على أطروحة سابقة، «اضمحلال أيرلندا» (1515)، بقلم السير ويليام دارسي، نائب أمين خزانة أيرلندا الذي خدم لمدة طويلة.
كان التاج الإنجليزي يعتبر فنغلاس أحد الداعمين الرئيسيين للحكم الإنجليزي في أيرلندا؛ في عام 1520، أشاد به نائب رئيس أيرلندا، إيرل ساري، للكردينال وولسي باعتباره أحد «أفضل اضحاب الإرادة والأكثر جدية للقيام بخدمة الملك والمخلص لجميع الرجال المتعلمين في هذه الأرض.»

## العائلة
تزوج إيزابيلا (أو إليزابيث) غولدنغ، ابنة روبرت غولدنغ من تشيرشتاون، دبلن. كان لديهم ثلاثة أطفال على الأقل: توماس وباتريك وجينيت.
تزوج من آن كوزاك، ابنة جون كوزاك من كوزينغتون، وأخت السير توماس كوزاك، الذي أصبح في وقت لاحق مستشار أيرلندا.
تزوج جينيه من السير توماس فيتزويليام وأنجب أربعة أطفال، من بينهم ريتشارد، الابن الأكبر والوريث. شمل أحفادهم فيكونت فيتز ويليام.
شمل الأحفاد لاحقًا جين فينجلاس (توفيت سنة 1627)، وتزوجت أولاً جون باتي، المدعي العام لأيرلندا، وثانيًا الجندي المتميز السير ويليام وارن، وثالثًا تيرينس أوديمبسي.